# Roc Blanc (Lles de Cerdanya)
El Roc Blanc és una muntanya de 2.583 metres que es troba al municipi de Lles de Cerdanya, a la comarca de la Baixa Cerdanya.